# El Bilad (journal)
Pour les articles homonymes, voir El Bilad.
El Bilad  (en arabe : البلاد) qui signifie le pays est un quotidien généraliste algérien en langue arabe, Le journal a ouvert sa propre chaîne de télévision sous le nom d'El Bilad TV, et qui est un relais zélé de propagande du pouvoir militaire algérien.